# Floyd Ayité
Floyd Ama Ayité (Burdeos, Francia, 15 de diciembre de 1988) es un futbolista frances nacionalizado togolés que juega como delantero. Actualmente se encuentra sin club. Es internacional con la Selección de Togo.

## Selección nacional
Ha sido internacional con la selección de fútbol de Togo; donde hasta ahora, ha jugado 48 partidos internacionales y anotó 11 goles por dicho seleccionado.

## Clubes
| Club                       | País       | Año       |
| -------------------------- | ---------- | --------- |
| F. C. Girondins de Burdeos | Francia    | 2005-2008 |
| Angers S. C. O.            | Francia    | 2008-2009 |
| A. S. Nancy-Lorraine       | Francia    | 2009-2010 |
| F. C. Girondins de Burdeos | Francia    | 2010-2011 |
| Stade de Reims             | Francia    | 2011-2014 |
| S. C. Bastia               | Francia    | 2014-2016 |
| Fulham F. C.               | Inglaterra | 2016-2019 |
| Gençlerbirliği S. K.       | Turquía    | 2019-2021 |
| Valenciennes F. C.         | Francia    | 2021-     |